# Route nationale 7f
La route nationale 7f est l'ancienne dénomination de la RN 107 évitant Avignon qui eut cours jusqu'en 1974. Elle allait du Pontet à Cantarel où elle retrouvait la RN 7.